# Алойский район
Алойский район (латыш. Alojas rajons) — бывший административный район Латвийской ССР с центром в городе Алоя, существовавший в 1949—1956 годах.
Алойский район был создан 31 декабря 1949 года из части ликвидированного Лимбажского уезда (города Айнажи и Салацгрива, части Айнажской, Алойской, Браславской, Озолской, Палеской волостей и территории волостей Пуикулеской, Стайцельской, Салацской, Светциемской и Вилзенской. С 1952 по 1953 Алойский район был включён в состав Рижской области.
Алойский район был ликвидирован 7 декабря 1956 года путём присоединения к Лимбажскому району. На момент ликвидации Алойский район включал в себя 2 города и 21 сельсовет.